# Руський Брід
Руський Брід (рос. Русский Брод) — село у Верховському районі Орловської області Російської Федерації.
Населення становить 2008 осіб. Входить до муніципального утворення Русько-Бродське сільське поселення.

## Історія
Населений пункт розташований у межах Чорнозем'я. 30 липня 1928 року у складі Орловського округу Центрально-Чорноземної області, 13 червня 1934 року після ліквідації Центрально-Чорноземної області населений пункт увійшов до складу новоствореної Курської області.
З 27 вересня 1937 року район у складі новоствореної Орловської області.
Від 2013 року входить до муніципального утворення Русько-Бродське сільське поселення.

## Населення
| 1939 | 1959  | 2010  |
| ---- | ----- | ----- |
| 1798 | ↗2168 | ↘2008 |